# Деннехи, Джоанна
Джоа́нна Де́ннехи (англ. Joanna Dennehy; род. август 1982) — британская серийная убийца, совершившая серию преступлений в марте 2013 года на территории графства Кембриджшир. На протяжении десяти дней она зарезала троих человек и ещё двоих ранила вместе со своим сообщником. Суд приговорил её к пожизненному лишению свободы без права на условно-досрочное освобождение. По словам Деннехи, она была вдохновлена примером киногероев Умы Турман из фильма «Криминальное чтиво» и женщины из фильма о терминаторе.

## Личность убийцы
В интервью для документального фильма, транслируемого на канале Crime+Investigation в январе 2017 года, мать Деннехи Кэтлин рассказала о своей дочери. Согласно рассказу Джоанна увлекалась нетболом и хоккеем. Вместе с тем она характеризовалась как достаточно чувствительный и любящий ребёнок, которая даже при виде мертвого насекомого была очень расстроена. Учителя также отзывалась о ней, как о хорошей и послушной девочке. Изменения в поведении Деннехи произошли в подростковом возрасте. В этот период она стала прогуливать школу, употреблять алкоголь и принимать наркотики, а также попала под влияние Джона Тренора, который был на пять лет её старше.
Наряду с этим Деннехи страдала психическими расстройствами, во время приступов которых наносила себе колотые и резанные раны ножом или бритвой. Вдобавок к этому было установлено асоциальное поведение Деннехи, что выражалось в её занятиях проституцией и краже денег, за которую она была арестована в феврале 2012 года. После этого она была направлена на психиатрическое лечение, где ей был поставлен диагноз «обсессивно-компульсивное расстройство, сопряжённое с диссоциальным расстройством личности». Тем не менее терапии или назначения лекарственных препаратов так и не последовало.

## Преступления

### Жертвы
Первой жертвой убийства стал Лукаш Слабошевский — польский мигрант, работник склада. Пользуясь тем, что с его стороны проявлялись симпатии в адрес Деннехи, она написала письмо с приглашением прийти к ней домой. После того, как Слабошевский нанёс ей визит 19 марта 2013 года, Деннехи нанесла ему удары ножом в область сердца. Его труп был спрятан неподалёку в мусорном баке. Спустя десять дней 29 марта 2013 года Деннехи заманила к себе работодателя Кевина Ли и с помощью ножа перерезала ему горло. В тот же день она напала и зарезала своего соседа Джона Чепмена. Тела всех трёх жертв были выброшены в сточные канавы неподалёку от города Питерборо. Вместе со своим сообщником Гэри Ричардсом на автомобиле они отправилась на прогулку в город Херефорд. Прибыв туда, Деннехи дважды просила остановить машину, чтобы нанести случайным прохожим ножевые ранения. Её жертвами стали Робин Береза (Robin Bereza) и Джон Роджерс, которые выгуливали своих собак. Несмотря на тяжелые ножевые ранения (Береза получил ранение в плечо, а Роджерс в общей сложности 13 ударов), мужчины выжили и смогли дать показания на судебном заседании.

### Поимка
Спустя два дня после совершения покушения на убийство Деннехи была объявлена в розыск. Демонстрация её фотографии по каналу CCTV ускорила процесс поимки. Она была опознана, когда остановилась на станции технического обслуживания автомобилей, чтобы купить сигареты. После её ареста полиция приняла решение о передаче Деннехи для проведения экспертизы психического состояния.

## Судебный процесс
Во время судебного процесса Деннехи вела себя вызывающе, смеялась и нецензурно выражалась. После того, как судья Спенсер 28 февраля 2014 года огласил вердикт о пожизненном лишении свободы без права на условно-досрочное освобождение, подсудимая расплакалась и выглядела растерянной. Вместе с тем, судья Спенсер рассказал, что в дальнейшем получил письмо от Деннехи, в котором она заявляла, что не раскаивается в совершенных преступлениях. В дальнейшем психиатр, который осматривал её во время расследования, также подтвердил эти слова, поскольку при общении с ним Деннехи не проявляла раскаяния. Сообщник Дженнехи Гэри Ричардс на том же суде был признан виновным в соучастии в покушении на убийство и приговорен к 19 годам лишения свободы. К 14 и 3 годам лишения свободы были приговорены также Лейтон Стретч и Роберт Мур за пособничество, за то, что они предоставляли жилье убийце в течение двух ночей, а также, зная о совершенных преступлениях, не донесли о них в полицию..

### В заключении
Спустя некоторое время после вынесения приговора Деннехи обратилась в Высоком суде Лондона с жалобой на то, что она была «несправедливо и незаконно» предана сегрегации в период с 19 сентября 2013 года по 4 сентября 2015 года в женской тюрьме HM Prison Bronzefield около Эшфорда, графство Суррей. Вместе с тем она требовала компенсации в размере 15 тыс. фунтов стерлингов. Со стороны администрации тюрьмы последовало объяснение, что это были вынужденные меры, поскольку при обыске в камере Деннехи была найдена тетрадь с планом побега. Согласно ему, в процесс побега также были вовлечены двое других заключённых, а также фигурировало убийство надзирателя с целью завладения биометрической картой, чтобы обойти биометрическую охранную систему. Судьи Высокого суда Лондона отказали в компенсации, но постановили, что сегрегация Деннехи была незаконной, потому что не была должным образом санкционирована тогдашним министром юстиции Великобритании Крисом Грэйлингом.